# 王凡西
王凡西（1907年3月16日—2002年12月30日），本名王文元，字宇仁，笔名连根、双山、惠泉等，浙江省杭州府海宁州硖石镇人，革命家、翻译家。革命马克思主义者，中国共产主义同盟领导人之一，曾任中国国际主义工人党书记。

## 生平
1922年從海寧的小學畢業，到杭州的省立甲種商業學校學習。該校和省立第一師範一牆之隔，在五四思潮的影響下，王閱讀新書，和商業之間的興趣就俞離俞遠了。1925年，五卅运动爆发，作为中学生担任杭州学生会的宣传部长，被開除。後轉入杭州一所私立中學完成學業。8月赴京投考進北京大学，后加入中国共产党，亲近的同学中有陈其昌、王实味、胡风等。1926年秋經濟窘迫，暫時放棄了大學生活去了廣州。冬，返回北京。1927年6月，離開北京，受黨組織派遣前往武漢。
1927年7月，武汉政府宣布“清共”后，到苏联留学。先到海參崴，後經西伯利亞到達莫斯科。10月初到達莫斯科，住在史托拉斯那雅廣場附近，進入東方大學軍事速成班學習。正值十月革命十週年，黨內鬥爭嚴重，1928年参加了左翼反对派，經歷了反對“旅莫支部殘餘”的鬥爭之後，東方大學的學生全部歸併到莫斯科中山大学，軍事班結束。1929年8月和濮德志、謝英、黎彩蓮、惲雨棠等十八人同行借道朝鮮回国到上海，在周恩来主管的中共中央组织部任干事。1930年初參加劉仁靜的“十月社”。1931年5月1日至3日，我们的话派与无产者社、十月社、战斗社等在上海召开“统一代表大会”，当选为统一的托派组织“中国共产党左派反对派”的中央委员，并担任机关报编辑。5月22日，因舊屬無產者社的馬玉夫叛變，除陈独秀外正式中央委員幾乎無一倖免被捕。獄中大多數左派反對派的人士都是靠譯書賣文過活，1934年出狱。1935年参加新成立的托派中央临委，1936年春创办刊物《斗争》；秋,著手對莫斯科審判的引介，並創辦《火花》。僅出了兩期，就於1937年5月被国民政府特务机关逮捕，關押在南京監獄反省院，住在隔壁的是王紹鏊。1937年11月国军撤出南京日军正式开入之前几天，一切政治犯释放。12月中旬到武汉找到陈独秀。1938年2月经香港回到上海，在租界继续参加托派工作，主要是報刊編輯和著作翻譯的工作。
1940年初，反對派內部一直在討論關於抗戰性質是否隨之太平洋戰爭的爆發而轉變的問題。8月，托洛茨基遭到暗殺。1941年夏，彭述之草率地召開了中國托派第二次代表大會，並在會上選出來一個新機關。王、鄭等人雖受到邀請但並未參加。1942年5月，托派分裂为彭述之、刘家良的“多数派”与郑超麟、王凡西、陈其昌、楼国华的“少数派”。多數派主要辦《鬥爭》雜誌，而王凡西等少數派辦《國際主義者》雜誌。多數派後來在1948年8月成立了中国革命共产党。1949年4月渡江战役打响后，王凡西与郑超麟创建托派政党中国国际主义工人党，任书记。5月，为进行大陆组织的联络工作由上海前往香港，11月被港英政府驱逐到澳门。1952年12月22日，中國的托派悉數被逮捕，王凡西的政治活動也漸漸落幕，开始了漫长的写作生活。
1975年3月移居英国，2002年在英国利兹逝世。在流亡岁月里，他一直和第四国际保持着联系。

## 著作
1. 《炮火中的世界动向》，亚东图书馆1940年版
2. 《苏联研究》，1950年香港出版
3. 《电影漫谈》，世界出版社，1956年版
4. 《思想问题》，1958年香港出版
5. 《过渡纲领二十年》，1958年香港出版
6. 《三出小戏》，周记行1968年版
7. 《毛泽东思想与中苏关系》，信达出版社1972年版
8. 《七零年代往何处去？ 》第一、第四篇，春燕出版社1972年版
9. 《论中国第三次革命中斯大林派胜利与托派失败的原因──兼答彭述之夫妇》，1973年香港出版
10. 《毛泽东思想论稿》，信达出版社1973年版，新苗出版社2003年再版
11. 《我们的意见》，与一丁合著，1973年版
12. 《论无产阶级文化大革命》，信达出版社1974年版
13. 《双山回忆录》，周记行1977年版，现代史料编刊社1980年版，士林图书服务社1994年再版
14. 《印支问题》，信达出版社1979年版
15. 《两篇序言——〈托洛茨基主义与中国革命〉及〈中国革命中的争论问题〉》，1980年香港出版
16. 《谎言与真实》，与郑超麟、楼国华合著，信达出版社1984年版

## 译作
1. 《道德与辩证法》，亚东图书馆，出版日期不详
2. 《中国大革命序曲》（即《征服者》），马尔劳著，出版日期不详
3. 《从唯心论到唯物论》，普列汉诺夫著，亚东图书馆1937年版
4. 《苏联党狱的国际舆论》，杜威等编，亚东图书馆1937年版
5. 《苏联党狱之真相》，亚东图书馆1937年版
6. 《他们的道德与我们的道德》，托洛茨基著，上海1938年出版，1975年香港翻印
7. 《儿子．战士．朋友》，托洛茨基著，亚东图书馆1940年版
8. 《恩格斯评传》，亚东图书馆1940年版
9. 《俄国革命史》，托洛茨基著，与郑超麟合译，春燕出版社1940年版，1964年香港翻印
10. 《中国革命问题》，托洛茨基著，春燕出版社1947年版
11. 《帝王术》，马嘉维里著，信达出版社1969年版，湖南人民出版社1987年再版，海南出版社1994年、2001年再版，改名《君王论》
12. 《诗与自传》，耶夫士欣可著，信达出版社1970年版
13. 《今日世界动向》，1969年第四国际第九次（统一后第三次）世界大会政治决议案，春燕出版社1970年版
14. 《匈牙利悲剧》，弗荚雅著，信达出版社1971年版
15. 《文学与革命》，托洛茨基著，信达出版社1971年版
16. 《过渡纲领》，托洛茨基著，1972年版
17. 《托洛茨基档案中致中国同志的信》，信达出版社1981年版
18. 《第四国际基本文献新一辑〈苏维埃国家的阶级性〉及〈战争与第四国际（纲领草案）〉》，十月书店1983年版
19. 《书信、日记及其他》，湖南人民出版社1988年版
20. 《托洛茨基给伊罗生的九封信──讨论中国革命与中革史的一些重大问题》，新苗出版社1995年版